# Afromorgus melancholicus
Afromorgus melancholicus är en skalbaggsart som beskrevs av Fahraeus 1857. Afromorgus melancholicus ingår i släktet Afromorgus och familjen knotbaggar. Inga underarter finns listade i Catalogue of Life.